# Стивен Батерворт
Стивен Батерворт (енгл. Stephen Butterworth; Рочдејл, 11. август 1885 — Коуз, 25. октобар 1958) био је британски инжењер електронике који је открио Батервортов филтар. Тај проналазак је објавио као рад "On the Theory of Filter Amplifiers" ("О теорији филтара појачавача") у Wireless Engineer, vol. 7, 1930, pp. 536-541.
Стивен Батерворт је студирао на Универзитету у Манчестеру, где је дипломирао. Наредних 11 година, био је предавач физике на Манчестерском окружном колеџу за технологију. Касније је неколико година радио у Националној физичкој лабораторији, где је теоретски и експериментално радио на одређивању стандарда електричке индуктивности. Године 1921, придружио се Admiralty's истраживачкој лабораторији. Нажалост, поверљива природа његових тамошњих дела онемогућила је објављивање већег дела његових истраживања у тој лабораторији. Упркос томе, познато је да је радио на великом дијапазону поља, нпр. одредио је електромагнетско поље око подводних каблова који преносе наизменичну струју и проучавао је подводне експлозије и стабилност торпедоа. Године 1939, био је „Главни научни официр“ у Admiralty истраживачкој лабораторији у одељењу за научна истраживања и експерименте те лабораторије. Доком Другог светског рата, проучавао је магнетске мине и размагнетисавање бродова (као средство заштите против манагнетних мина). 
Био је првокласни примењени математичар. Често је решавао проблеме које су остали сматрали нерешивима. За своје успехе, он је користио добре апроксимације, ингениозне експерименте и спретно направљене моделе. Био је тих и повучен човек, али је, ипак, често давао савете и преносио своје знање. Његове колеге и следбеници су га поштовали.
Године 1942, додељена му је награда Ред Британског царства. Године 1945, повукао се из Admiralty истраживачке лабораторије. Умро је 28. октобра 1958. године у свом дому у Каусу на острву Вајт у Енглеској.